# Johann Melchior Gletle
Johann Melchior Gletle (Bremgarten, juillet 1626 – Augsbourg, 6 septembre 1683) est un organiste, maître de chapelle et compositeur suisse.

## Biographie

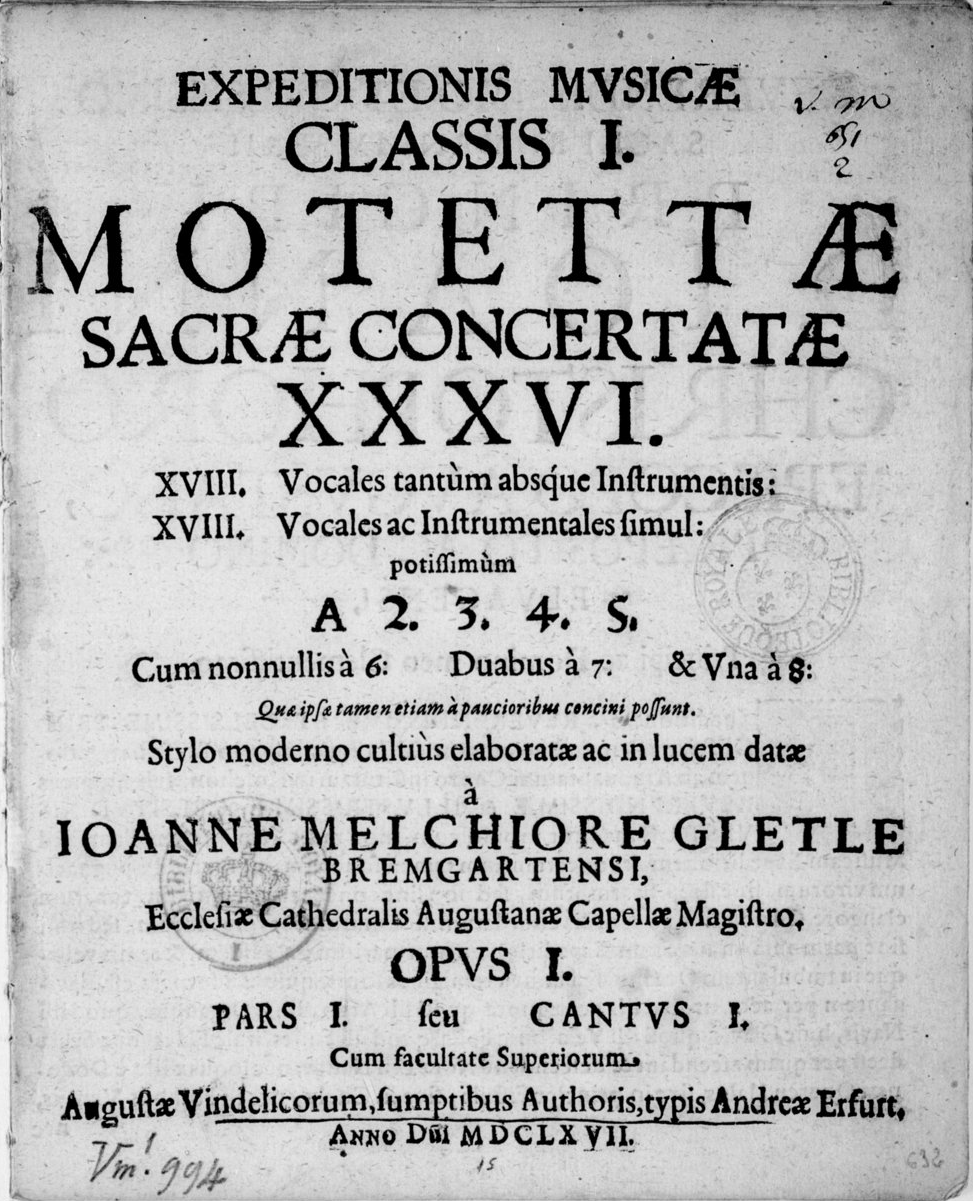
Page de titre de la partition des motets de l'opus 1 (1667).

Johann Melchior Gletle naît à Bremgarten, près de Zurich. Il est organiste de la cathédrale d'Augsburg dès 1651, puis maître de chapelle en avril 1654. Il conserve ces postes jusqu'à son décès. Cependant, après 1670, sa mauvaise santé réduit ses activités.
Gletle est un prolifique compositeur de musique sacrée. Il nous reste pas moins de 219 œuvres : messes, psaumes, motets et aussi plusieurs pièces pour la trompette marine,.
Le style de ses compositions est influencé par le stile concertato (le style concertant) italien, courant en Autriche et en Suisse au XVIIe siècle.
Il meurt âgé de 57 ans, à Augsbourg.

## Œuvre
Opus et éditions modernes.

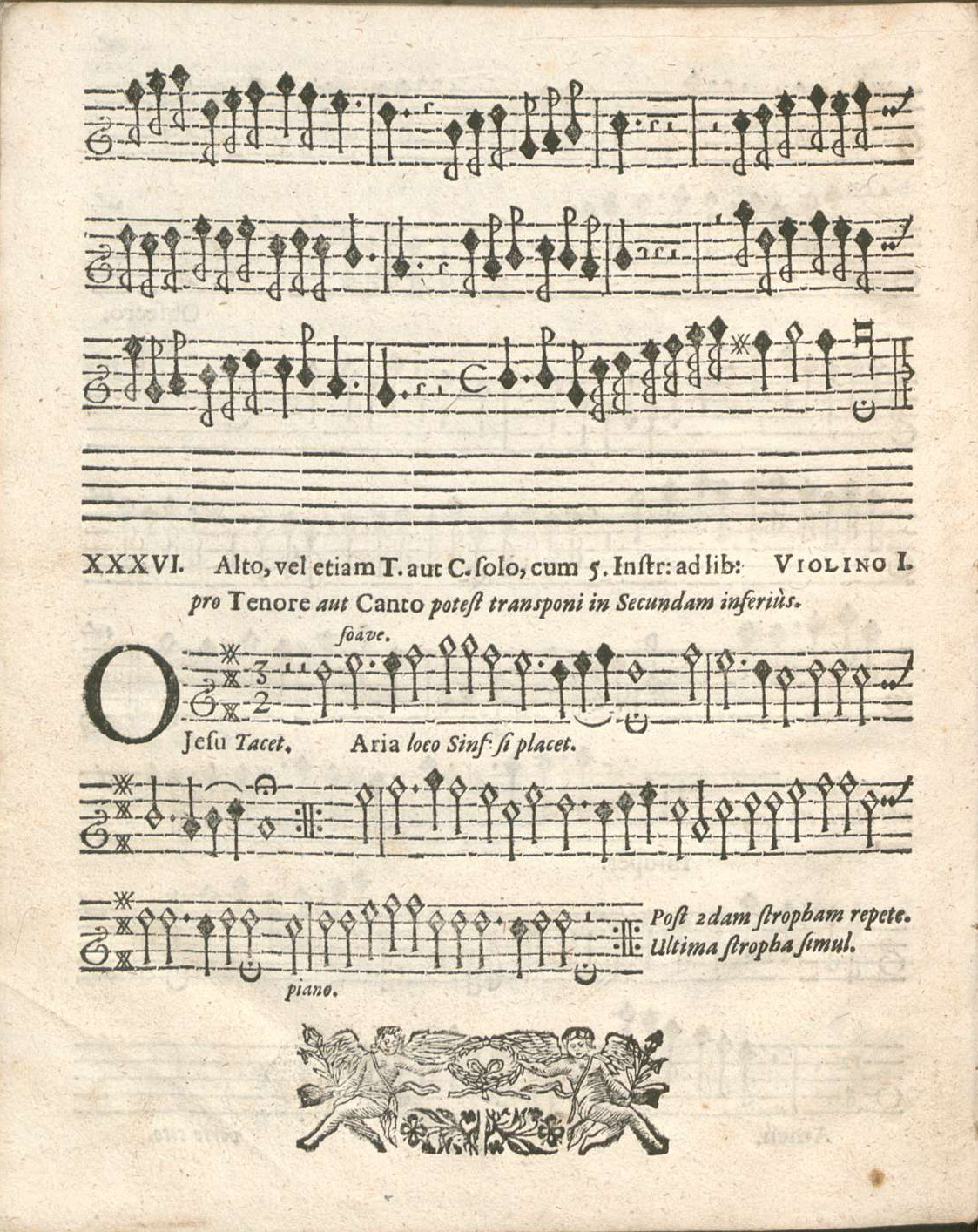
La fin de l'opus 5 (1677) de Johann Melchior Gletle. Dernières mesures du motet 35 et motet 36 et dernier (partie violon).

- Motetta Sacra concertata opus 1 [Expeditionis musicæ classis I] (1667)
- Psalmi opus 2 [Expeditionis musicæ classis II] (1668)
- Missæ concertatæ [Expeditionis musicæ classis III] (1670) perdu
- Musica genialis latino-germanica, de 1 à 5 voix, opus 4 (1675)
  - 2 Sonates
  - 36 Trompeter-Stückle, extraits de l'opus 4 (1675). Édition de Christian Blümel, Verlag Mark Tezak, Leverkusen 1985.
- Beatus Vir (Psalm 111) (1676/1677). Verlag C. Hofius, Ammerbuch 2010.
- Expeditio musicæ, classis IV opus 5, 36 motets (Augsburg, 1677). Édition d'A. Geering, Schweizer Musikbuch, Zurich, 1939.
  - Cantate Domino, Motets pour soprano, ténor, deux violons altos violoncelle et basse continue. Édition d'Eberhard Hofmann, Edition Musica Rinata, Ditzingen 2005.
  - O wie ein so rauhe Krippen. Musica pretiosa Verlag, Vilsbiburg 1996.
  - Puellule decore, Pastorella. Edition Walhall, Magdeburg 2005.
- Litanie, [Expeditionis musicæ classis V], opus 6 (1681).
- Musica genialis latino-germanica classis II a deux et trois voix (1684)
- Marienvesper
- O benignissime Jesu, Motette. Édition, Les Cahiers de Tourdion, Strasbourg 2001[4].

## Discographie
- Ave Maria ; Pie Pellicane et Anima Christi - dans Vêpres à Vienne - Arsys Bourgogne, Pierre Cao et L'Arpeggiata, dir. Christina Pluhar (mai 2002, Ambroisie AMB 9924) (OCLC 811451967) — avec des œuvres de Giovanni Felice Sances, Johann Michael Zächer, Johann Joseph Fux et Johann Georg Reinhardt.
- Motets op. 5 (intégrale) - Musica Fiorita, dir. Daniela Dolci (mai 2000, octobre 2005, janvier 2014, 4 CD Pan Classics) (OCLC 956321069)
  - Celebremus Cum Gaudio, Motets op. 5 et op. 1
  - Triomphale Canticum, Motets op. 5 et op. 1